# 西博爾頓 (英國國會選區)
西博爾頓（英語：Bolton West），英國國會一自治市選區，位於英格蘭大曼徹斯特郡博爾頓都市自治市西部。創設於1950年。
該區是工黨和保守黨爭持的選區。在2010年大選中工黨的茱莉·希林（Julie Hilling）以38.5%選票、92票之微險勝保守黨的候選人。在2015年大選中，保守黨的克里斯·格林（Chris Green）當選。